# Omelaniec
Omelaniec (biał. Амелянец, Amielianiec) – wieś położona na Białorusi w rejonie kamienieckim obwodu brzeskiego. Miejscowość wchodzi w skład sielsowietu Wierzchowice, a do 11 grudnia 2012 roku należała sielsowietu Kalenkowicze.
Wieś Omeleniec leśnictwa białowieskiego w ekonomii grodzieńskiej w drugiej połowie XVII wieku. Wieś królewska ekonomii brzeskiej położona była w końcu XVIII wieku w powiecie brzeskolitewskim województwa brzeskolitewskiego.
Wieś zamieszkują głównie Białorusini wyznania prawosławnego. W miejscowości mieści się parafialna cerkiew prawosławna pw. Podwyższenia Krzyża Pańskiego, przeniesiona w 1925 r. z wyspy na Jeziorze Białym.